# Monumento Nazionale (Indonesia)
Il Monumento Nazionale (in indonesiano: Monumen Nasional, spesso abbreviato in Monas) è un obelisco alto 137 metri (132 secondo altre fonti) situato al centro di piazza Merdeka (piazza della Libertà) a Giacarta. È stato realizzato tra il 1961 e il 1975 per commemorare la guerra d'indipendenza indonesiana.

## Storia
Subito dopo il ritorno del governo indonesiano a Giacarta nel 1950 il presidente Sukarno iniziò a pensare di erigere un monumento nazionale per commemorare la lotta per l'indipendenza del Paese.

Nel 1954 fu creata una commissione e nel 1955 si tenne un concorso per la presentazione di idee per il monumento. Dei 51 progetti ammessi solo uno, realizzato dall'architetto Frederich Silaban (autore anche del progetto della Moschea Istiqlal), rispettava tutti i criteri stabiliti dalla commissione, tra cui quello di riflettere il carattere del paese e quello di essere in grado di durare per secoli.
Il progetto fu in seguito perfezionato dall'architetto R.M. Soedarsono, che fece in modo che le sue dimensioni contenessero i numeri 17, 8 e 45, simboleggianti il 17 agosto 1945, data della proclamazione dell'indipendenza indonesiana.
I lavori di costruzione iniziarono il 17 agosto 1961 e per l'agosto del 1963 la struttura dell'obelisco era già quasi completata. La costruzione subì quindi alcuni ritardi a causa della mancanza di fondi. Il monumento ha aperto ufficialmente al pubblico il 2 luglio 1975.

## Descrizione
Il monumento è situato al centro di piazza Merdeka ed è composto da una base a forma di coppa quadrangolare da cui si innalza un grande obelisco a base sempre quadrangolare. La sua forma ricorda quella di un mortaio con pestello e riprende anche i simboli tradizionali di Linga e Yoni, che rappresentano rispettivamente la mascolinità e la femminilità, a voler simboleggiare la fertilità e la prosperità.
La coppa alla base dell'obelisco, al cui interno si trovano due musei, è alta 17 metri e larga, nel punto più alto, 45 metri, mentre l'altezza tra il Museo della Storia Nazionale e la base della coppa è di 8 metri. Questi tre numeri, ripresi diverse altre volte nei dettagli del monumento, come ad esempio nel numero di piume del grande Garuda Pancasila presente nella Sala della Meditazione all'interno della coppa, simboleggiano il 17 agosto 1945, data della proclamazione dell'indipendenza indonesiana.
In cima all'obelisco, raggiungibile tramite un ascensore, si trova una piattaforma panoramica, sopra la quale è posta una grande fiamma rivestita con 50 kg di foglie d'oro, chiamata "fiamma dell'indipendenza" e che simboleggia lo spirito inesauribile degli abitanti dell'Indonesia.
La piattaforma su cui poggia il monumento ospita il Museo della Storia Nazionale, dove si trovano 51 diorami che ripercorrono le tappe della storia del paese, partendo dalla preistoria e terminando con il raggiungimento dell'indipendenza. All'interno della coppa si trova invece la Sala della Meditazione, dove sono esposti vari simboli nazionali indonesiani e anche una copia dell'originale dichiarazione di indipendenza.